# Dopo il miracolo
Dopo il miracolo è il terzo romanzo di Alessandro Zaccuri, pubblicato nel 2012. Nello stesso anno il libro ha vinto il Premio Frignano e il Premio Letterario Basilicata nella sezione di Narrativa.

## Trama
La Vrezza è una località (immaginaria) situata sul Appennino Tosco-Emiliano, tra Parma e Reggio. Qui c'è un piccolo seminario diocesano, sede provvisoria, in attesa di una sistemazione più idonea. Il 13 maggio del 1985, all'alba, viene rinvenuto il cadavere di Beniamino De Fanti, non ancora diciottenne, impiccatosi alla cancellata. Il ragazzo era il dodicesimo figlio di una coppia benestante e molto religiosa e aveva un fratello in seminario: Guido, maggiore di due anni rispetto al suicida.
La data scelta da Beniamino è l'anniversario dell'Attentato a Giovanni Paolo II, le cause del gesto sono da ricercarsi nella storia recente della famiglia, dato che il ragazzo, uno studente molto brillante e capace, ha lasciato un biglietto in bella vista. Il commissario di Polizia Canova perciò, quando Attilio De Fanti, padre di Beniamino, gli segnala alcuni messaggi di cattivo gusto, si accolla una piccola indagine riservata.
Sposati sin da molto giovani, Attilio e Franca De Fanti non ebbero figli per un periodo considerevole, ma poi, quasi ogni anno, videro arrivare con gioia tutta la serie dei loro rampolli. Secondo quanto detto da Attilio a tutti e da sempre, egli aveva fatto un voto alla Vergine Maria, affinché, per la benedizione di un figliolo, i coniugi avrebbero fatto il possibile per averne dodici. Eppure Beniamino, nel suo messaggio di addio, dichiara che i figli sono tredici e che il miracolo in cui tutti i suoi credono è stato rovinato dalla sua presenza, visto che qualcuno l'ha preceduto.
Opportunamente indirizzato, Canova  apprende una storia di paese: si ritiene che Attilio De Fanti abbia avuto un figlio illegittimo da un'ex dipendente, Susanna, che ha risarcito aprendole una lavanderia. La donna è chiacchierata, seppure immeritatamente, il figlio Massimo è un tantino scalmanato. Però, alla richiesta di spiegazioni, Canova apprende che non Attilio, ma il suo primogenito Fausto, allora sedicenne, aveva ingravidato la coetanea, senza poi creare con lei una famiglia. I genitori De Fanti si erano occupati di ogni aspetto materiale, e avevano ingoiato il rospo delle stupide e malevole dicerie. Non così per Beniamino.
Circa un mese dopo, arriva una inconsueta congrega di persone e si installa su un terreno prospiciente il seminario. I convenuti hanno il permesso di un assessore comunale e, innalzato un tendone, incominciano la recita ininterrotta del rosario.  Non arrecano fastidi, fino al momento in cui una donna si presenta davanti alla cancellata con un megafono e chiama a gran voce il professore di teologia, don Alberto. La donna lo chiama in quanto operatore di miracoli e lo esorta a non nascondersi, a compiere la missione per cui è nato. Tutto ciò arreca grave disturbo agli esami che si tengono all'interno dell'istituto e causa a docenti e seminaristi molta angoscia.
Quattro anni prima la donna, Maria Sole Ferrucci, aveva assistito alla morte apparente della figlia undicenne Miriam, che aveva battuto la testa sul fondo di una piscina. Sull'ambulanza, dove anche don Alberto allora parroco era salito, dopo che egli ebbe impartito una benedizione, la bambina si era risvegliata e, da allora, la madre si era fatta divulgatrice del miracolo, contro la volontà di don Alberto. Lei aveva raccolto un gruppo di fedeli, ai quali esibiva la figlia, rimasta leggermente storpia dal lato sinistro del corpo. La congregazione si dava il nome di Fraternità e si dedicava alla preghiera continua, nonché alla ricerca di altri miracoli.
Da tempo, don Alberto se ne stava rintanato nel seminario della Vrezza, non amato dai superiori, ma ritenuto un insegnante di prim'ordine; ora la donna lo ha scovato e rende pubblico a un piccolo paese già ferito, il passato del sacerdote. Mentre nel seminario si discute sui miracoli, con opinioni sorprendenti, fuori arrivano alla spicciolata le persone del luogo, in cerca di risposte, di consolazione. Arrivano Susanna con il figlio, Fausto De Fanti, in crisi con i genitori e in lite con la moglie, il marchese Manuele Acciardi con la religiosissima moglie spagnola e tanti altri. Alla disciplina bada un amico di Maria Sole, un carabiniere in pensione di nome De Martino. Arriva anche Canova, assai preoccupato, anche se l'insieme non sembra meritare timori.
In seguito ai ripetuti appelli a don Alberto, il decano, don Guglielmo si va a sedere presso il cancello. Una donna, una miliardaria infelice, gli si accosta e cade in ginocchio: egli la confessa e assolve. L'esempio viene seguito da molti altri e si forma una coda: così anche il rettore don Vincenzo si mette a confessare i penitenti. È arrivata nel frattempo l'intera famiglia De Fanti per pregare dove il più giovane dei figli si è tolto la vita; ciascun membro si chiede se un miracolo avrebbe potuto salvare il ragazzo, ma la risposta è negativa: Beniamino aveva una volontà ed è morto a causa del suo libero arbitrio. Quando don Guglielmo cede alla stanchezza, senza sollecitazioni, don Alberto prende il posto dell'anziano prete e si ritrova come prima penitente Maria Sole.
Ma la situazione precipita il mattino seguente: Massimo ha notato la quindicenne Miriam e le ha scritto un biglietto il giorno prima. Ora arriva in sella a un Ciao e fa salire la fanciulla: i due tentano la fuga. Non fanno molta strada: sotto gli occhi dell'esterrefatto Canova, De Martino impugna una grossa rivoltella e spara contro i fuggiaschi, che piombano al suolo. Gli spari sono tre e uno ha colpito: avvicinatosi, Canova rinviene don Alberto, che aveva tentato di rincorrere i ragazzi. Ancora vivo, ha un foro nella schiena. Lo stesso giorno il seminario viene chiuso.
Epilogo. Don Alberto rimane paralizzato alle gambe ed è accudito dalla sorella, Massimo, finalmente riunito alla famiglia paterna, trascorre due mesi in ospedale per le ferite riportate; Miriam invece si rialza illesa e corre verso la madre senza più ombra di storpiamento. Ciò conclude la storia del gruppo voluto da Maria Sole. Guido De Fanti raggiunge il sacerdozio e un giorno, dopo alcuni anni, chiede al vescovo di utilizzare l'ex seminario della Vrezza come luogo per esercizi spirituali. Vi si installa portando con sé don Alberto, il quale si dedica alla confessione e al conforto di quanti hanno capito che, miracolo o no, egli ha il dono dell'ascolto e della Carità.

## Personaggi
- Don Alberto, professore di teologia presso il Seminario della Vrezza, sta scrivendo un trattato di ispirazione luterana. Forse ha compiuto un miracolo, ma si dichiara assolutamente incapace di azioni taumaturgiche.
- Don Vincenzo, rettore del Seminario.
- Don Guglielmo, decano del Seminario, molto apprezzato per le sue omelie.
- Cinzia, ex missionaria in Africa, è la governante del seminario.
- Carmine, giardiniere del Seminario.
- Simoni, Xavier, Oreste, Francesco, alcuni seminaristi.
- Attilio e Franca De Fanti, agiati coniugi, produttori di vini e genitori di dodici figli.
- Fausto, Guido, Beniamino, tre dei figli De Fanti, rispettivamente di trentacinque, diciannove e quasi diciotto anni.
- Livia, moglie di Fausto; hanno due bambine.
- Susanna, trentacinque anni, madre nubile di Massimo, gestisce una lavanderia.
- Massimo, irrequieto figlio di Susanna, ha la stessa età di Beniamino De Fanti, che precede di qualche mese.
- Manuele Acciardi detto Manolito, marchese rovinato, ha venduto ai De Fanti il suo palazzo di città, riservando per sé e la moglie solo la mansarda.
- Canova, funzionario di polizia.
- Maria Sole Ferrucci, dopo aver seguito molte utopie, è divenuta la promotrice di un movimento di preghiera che ruota attorno alla figlia Miriam.
- Miriam Ferrucci, detta figlia del miracolo, quindici anni, figlia di Maria Sole. È considerata dalla madre (e da molti seguaci) miracolata da don Alberto, in quanto sarebbe risuscitata da morte, dopo un grave incidente in piscina.
- De Martino, ex carabiniere, si occupa dell'organizzazione pratica del gruppo di Maria Sole, badando alla sicurezza, ottenendo permessi e garantendo comportamenti legali.

## Edizioni
- Alessandro Zaccuri, Dopo il miracolo: romanzo, Mondadori, Milano 2012 ISBN 978-88-04-61609-2